# SpagoBI
SpagoBI est une solution d'informatique décisionnelle (business intelligence) entièrement open source. Cette solution fait partie de l'initiative libre/open source SpagoWorld, fondée et soutenue par Engineering Group. SpagoBI est distribué sous licence Mozilla Public License, qui est compatible avec les usages commerciaux.
SpagoBI est hébergé par la forge du  Consortium OW2, depuis mai 2017 SpagoBi est devenu Knowage (it).

## Architecture

### SpagoBI Server
SpagoBI Server est le module principal de la suite, qui offre toutes les fonctionnalités centrales et analytiques de la plateforme. Il est basé sur deux modèles théoriques (modèle analytique et modèle comportemental) et fournit un éventail de services administratifs et transversaux.
Le Modèle Analytique est le noyau de SpagoBI Server. Il couvre l'ensemble des besoins analytiques, en fournissant plusieurs solutions pour chaque domaine analytique:
- Rapports, pour l'affichage des données structurées
- Analyse OLAP, pour consulter et naviguer à travers les données
- Diagrammes, pour l'affichage simple et intuitif des informations
- Tableaux de bord en temps réel, pour suivre l'évolution des indicateurs clé de performance
- Modèles d'Indicateurs clé de performance pour développer et tester des modèles de monitorage des performances
- Analyse géo-référencée, pour l'affichage des informations sur une base géographique
- Cockpits, pour générer des tableaux de bord structurés et interactifs
- Query by Example (QbE), pour la construction libre et visuelle des interrogations et pour la composition de vues structurées
- Exploration de données, pour découvrir les informations cachées
- Fichiers Office, pour publier et exécuter des fichiers Office sous le contrôle du modèle comportemental
- Dossiers analytiques, pour collecter des dossiers documentaires contenant des notes personnelles
- Accessible Reporting, en conformité avec le standard international WCAG 2.0 et à la loi italienne
- Console en temps réel, pour le monitorage des applications
- Smart Filter, pour la sélection guidée des données
- Processus externes, pour exécuter les processus externes qui peuvent interagir avec des systèmes de traitement de transactions en ligne (OLTP)
- ETL/ EII, pour collecter les données de différentes sources.

Le modèle comportemental règle la visualisation des documents et des données en fonction du rôle de l’utilisateur. Le modèle comportemental permet de réduire le nombre de documents analytiques requis afin de garantir la croissance uniforme du projet, en respectant les règles de visibilité.
Les outils d'administration fournissant plusieurs fonctionnalités, telles que: un ordonnanceur, importation/exportation des données, synchronisation des rôles, création de menus utilisateur, audit et contrôle, configuration des souscriptions et interfaces graphiques pour chaque configuration.
Les Services Transversaux offrent des fonctionnalités capables d’interagir avec tous les moteurs, tels que l'authentification unique (Single Sign-On en anglais), alertes et notifications, workflow, moteur de recherche, outils de collaboration, moteur de règles, envoie de courriel, notation des documents, exportation des données sur plusieurs formats, dossiers personnels, analyse transversale des données et gestion des métadonnées.

### SpagoBI Studio
SpagoBI Studio est l’environnement de développement intégré qui permet aux développeurs de concevoir et modifier les modèles des différents moteurs d’analyse, comme rapports, diagrammes, rapports d’analyse géographique et tableaux de bord. Ce module soutient la phase de déploiement, où les documents analytiques sont testés et publiés sur SpagoBI Server, avec lequel SpagoBI Studio interagit grâce à SpagoBI SDK.

### SpagoBI Meta
SpagoBI Meta a été spécifiquement conçu pour la gestion et interrogation des métadonnées. La plateforme permet la gestion des métadonnées techniques et des métadonnées métier, en permettant aux administrateurs et utilisateurs d’interpréter correctement leurs sources de données.

### SpagoBI SDK
SpagoBI SDK est utilisé pour l’intégration des services fournis par SpagoBI Server. Il permet d’intégrer des documents à travers un éventail de services web et de publier les documents SpagoBI dans des portails et applications externes.